# Banbasa
Banbasa é uma vila no distrito de Champawat, no estado indiano de Uttaranchal.

## Demografia
Segundo o censo de 2001, Banbasa tinha uma população de 7138 habitantes. Os indivíduos do sexo masculino constituem 52% da população e os do sexo feminino 48%. Banbasa tem uma taxa de literacia de 67%, superior à média nacional de 59.5%; com 58% para o sexo masculino e 42% para o sexo feminino. 16% da população está abaixo dos 6 anos de idade.